# Synagogue Status Quo Ante
La synagogue Status Quo Ante, également nommée le Grand temple ou la Grande synagogue, est le lieu de culte de la petite communauté juive de Târgu Mureș, en Transylvanie (Roumanie).
Située au 6 rue sur Școlii (actuellement 24 rue Aurel Filimon), elle a été construite pendant la période austro-hongroise, en 1899-1900, dans le style éclectique.
La synagogue Status Quo Ante est inscrite en 2004 sur la liste des monuments historiques du județ de Mureș, sous le code de classification MS-II-mB-15544.

## Communauté juive de Târgu Mureș
La présence de Juifs à Târgu Mureș est d'abord attestée en 1682. Dans les décennies suivantes, la communauté juive augmente fortement en nombre, devenant ainsi la deuxième plus grande communauté juive de la Transylvanie austro-hongroise, après celle de Alba Iulia.
En 1785, les Juifs de Târgu Mureș possèdent une synagogue en bois, qui peut accueillir de 150 à 200 personnes. En 1870, le nombre de Juifs dans la ville est de 1 511.
La population juive joue un rôle important dans le développement de la ville. On trouve des Juifs parmi un très grand nombre de professions : ils sont industriels, éditeurs, commerçants, médecins, banquiers, avocats, enseignants ou petits artisans. En 1880 est fondée une école juive, qui sera transférée en 1890 dans un bâtiment de la rue Horia. Dans le courant du XIXe siècle, la majorité des membres de la communauté se sépare du courant orthodoxe du judaïsme et adopte le rite Status Quo Ante', rite spécifique de certaines communautés juives de Roumanie et de Hongrie.
Le nombre de Juifs continue à croître pendant la première partie du XXe siècle, jusqu'à la Seconde Guerre mondiale, passant de 2 755 en 1910 à 3 246 en 1920, pour atteindre le nombre de 5 693 en 1941. Dans l'entre-deux-guerres, la communauté possède deux synagogues, l'une rue Brăilei et l'autre rue Școlii pour une capacité totale de 1 200 sièges.
Le deuxième arbitrage de Vienne et l'annexion de la Transylvanie du Nord par la Hongrie en septembre 1940 sont catastrophiques pour la communauté juive de la ville. En 1944, celle-ci s'est accrue de nombreux réfugiés des villes et villages alentour et en 1944, on compte 8 000 Juifs à Târgu Mureș, ce qui représente 16 % de la population totale de la ville. Les autorités hongroises, dirigées par l'amiral Miklós Horthy, régent du Royaume de Hongrie, alliées de l'Allemagne nazie, parquent les Juifs de la ville dans un ghetto installé dans une ancienne briqueterie.
Du 27 mai au 8 juin 1944, sur ordre reçu d'Adolf Eichmann, les Juifs de Târgu Mureș et de ses environs sont déportés à Auschwitz. Sur les 7 550 déportés, très peu survivront.
Après la Seconde Guerre mondiale, beaucoup des survivants de la Shoah émigrent en Israël. La communauté juive de Târgu Mureș a fortement diminué : le recensement de 1977 fait état de seulement 646 Juifs dans tout le județ de Mureș, et au début du XXIe siècle, ce nombre a encore diminué. On ne compte plus que 210 personnes juives à Târgu Mureș.

## Historique de la Grande synagogue

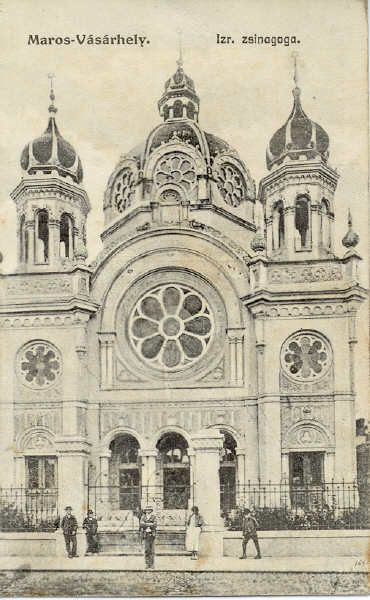
Carte postale de la synagogue en 1917

La Grande synagogue de Târgu Mureș est construite en 1899-1900 en style éclectique selon les plans de l'architecte juif Jakob Gartner de Vienne, Autriche. Pour la communauté juive « Status Quo » de Târgu Mureș, le but de cette construction à la fin du XIXe siècle, est de se détacher de la communauté juive orthodoxe de Transylvanie.
La synagogue est inaugurée en 1900 par le rabbin Dr Joachim Wilhem, en présence de dirigeants locaux de la communauté juive: Adalbert Burger (président de la communauté) et Mendel Farcas (vice-président). Une plaque de marbre, située dans le hall d'entrée, porte le nom des principaux donateurs. Celle-ci est connue familièrement sous le nom de Sinagoga de pe ulița Școlii (synagogue de la rue Școlii) et en hongrois Iskola utcai Zsinagóga, même après le changement de nom de la rue.
D'importantes réparations intérieures et extérieures sont effectuées en  1970, 1972 et 1985, afin de supprimer les causes de la dégradation du bâtiment, infiltration d'eau par la toiture, remontée des eaux souterraines, etc. Cependant, des fissures et des crevasses sont apparues sur les murs latéraux et le dôme central risque de s'effondrer.
En 1998, avec les fonds obtenus de la Fédération des communautés juives de Roumanie et par les dons, commence une rénovation complète de la synagogue, qui s'achève en 2000. Les travaux ont permis de renforcer les murs et les fondations, intérieurs et extérieurs et une restauration fidèle de tous les éléments d'architecture et de la peinture intérieure. La synagogue a pu ainsi être sauvée, grâce en grande partie au président de la communauté, Sauber Bernath, et à son secrétaire, Ausch Alexandru. Le lieu de culte est réinauguré en 2000.
Dans la publication Seventy years of existence. Six hundred years of Jewish life in Romania. Forty years of partnership FEDROM – JOINT (Soixante-dix ans d'existence. Six cents ans de vie juive en Roumanie. Quarante ans de partenariat FEDROM – JOINT) éditée en 2008, par la Fédération des communautés juives de Roumanie, et donnant la liste de toutes les synagogues de Roumanie, la synagogue Status Quo Ante de Târgu Mureș est indiquée comme étant en service.
La synagogue dispose de 552 sièges, dont 314 au rez-de-chaussée pour les hommes et 238 à l'étage réservés aux femmes.

## Architecture de la synagogue
L'architecture éclectique se manifeste par un mélange des styles. À l'extérieur, sont associés avec habileté des éléments romans tels que les arcs plein-cintre, avec des éléments d'inspiration gothique comme les roses et d'autres d'inspiration mauresque comme les profils festonnés ou les dômes à bulbe empruntés à l'architecture islamique. Lors de sa dernière restauration, le bâtiment a été repeint couleur abricot, avec toutes les ornements et encadrements des baies en blanc.
La synagogue Status Quo Ante possède une grande tour centrale octogonale avec de petites roses sur chacun de ses côtés, surmontée d'un lanterneau, et deux plus petites tours octogonales couronnées d'un dôme en bulbe, situées de chaque côté de la façade. Chacune de ces tours est surmontée d'une étoile de David.
On entre dans la synagogue par un portique à trois arcades romanes, séparées par des colonnes géminées adossées à des piliers. Au-dessus de l'entrée, une rosace centrale d'inspiration gothique et au-dessus en hébreu, un verset de la Bible hébraïque: « Ma maison sera appelée une maison de prière, pour tous tes peuples » (Livre d'Isaïe 56-7).
De chaque côté de la façade, les deux tours sont ornées au niveau du premier étage de petites roses. Les portes au rez-de-chaussée de chaque tour permettent aux femmes d'accéder aux escaliers desservant la galerie au premier étage.
L'intérieur est tout aussi éclectique, tout en étant « luxueux, et de bon goût». Les formes architecturales sont mises en évidence par le profil des arches, les consoles, les roses à entrelacs, les éléments sculptés de couleur. Le style de l'ensemble se trouve à l'intersection entre le roman, le gothique et le baroque, style que l'on trouve aussi dans les églises catholiques construites à la même période. L'intérieur est richement décoré aussi bien par sa forme que par l'abondance de couleurs : la balustrade de la galerie des femmes, formée de balustres cylindriques avec entre eux un remplissage à motifs géométriques blancs dans un cercle coloré sur fond vert, les quatre colonnes en marbre rose à fût cylindrique et à base octogonale soutenant la coupole à pans, peinte en quartiers verts, jaunes et orange sur fond bleu clair et rouge, la Bimah centrale à balustrade peinte en deux tons de vert.
Les bancs en bois pour les fidèles, d'allure rustique, sont situés face à l'Arche Sainte en quatre rangées, à l'arrière de la synagogue, une rangée de chaque côté de la Bimah et devant celle-ci.
À l'opposé de l'entrée, se trouve dans une abside carrée, l'Arche Sainte où sont enfermés les précieux rouleaux de Torah, avec un fronton semi-circulaire supporté par deux colonnes, et surmonté d'un dôme à bulbe. Fixée à la grille de l'Arche, une plaque rappelle le souvenir des victimes de la Shoah. L'inscription en hébreu indique:

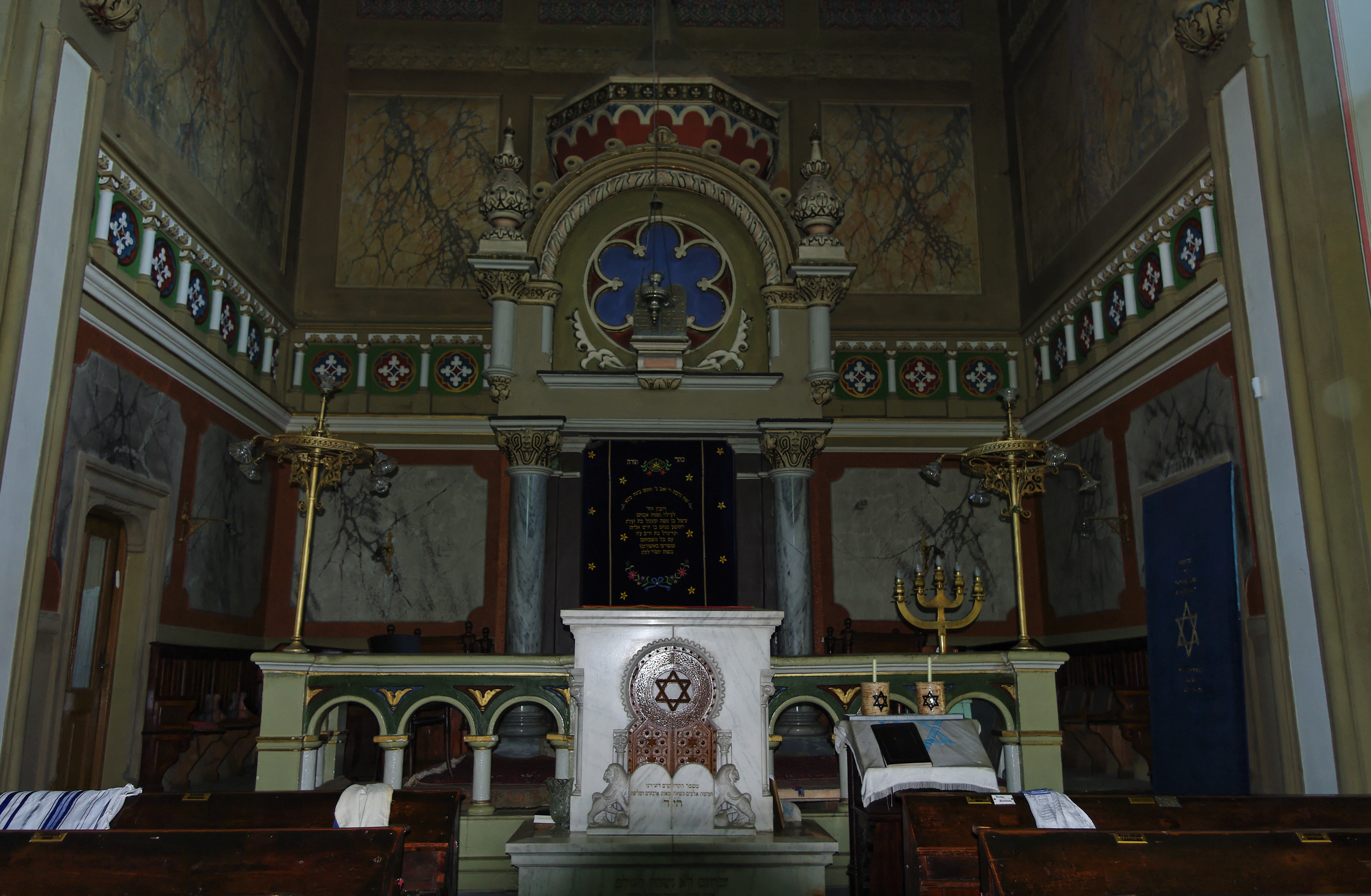
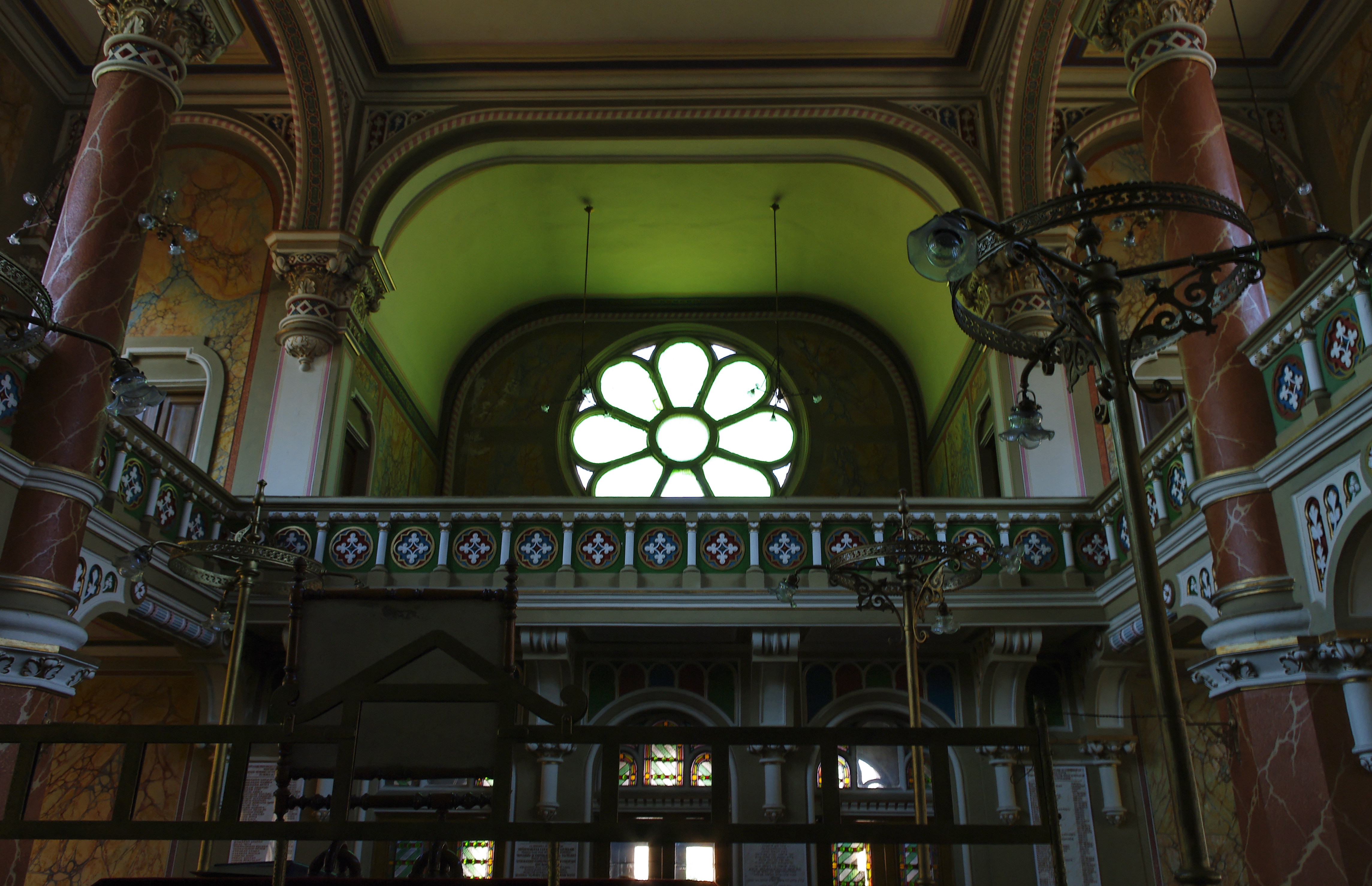
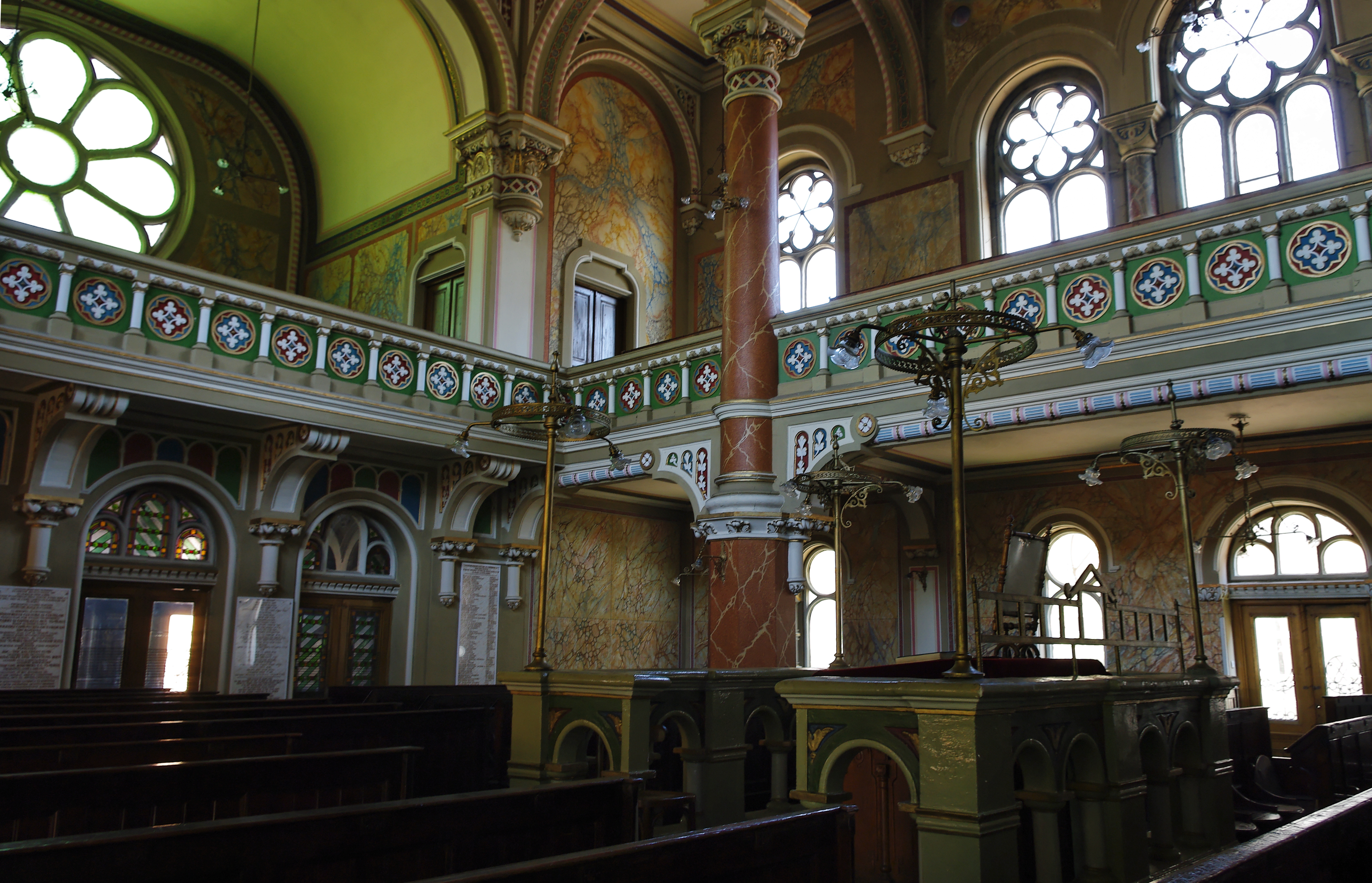
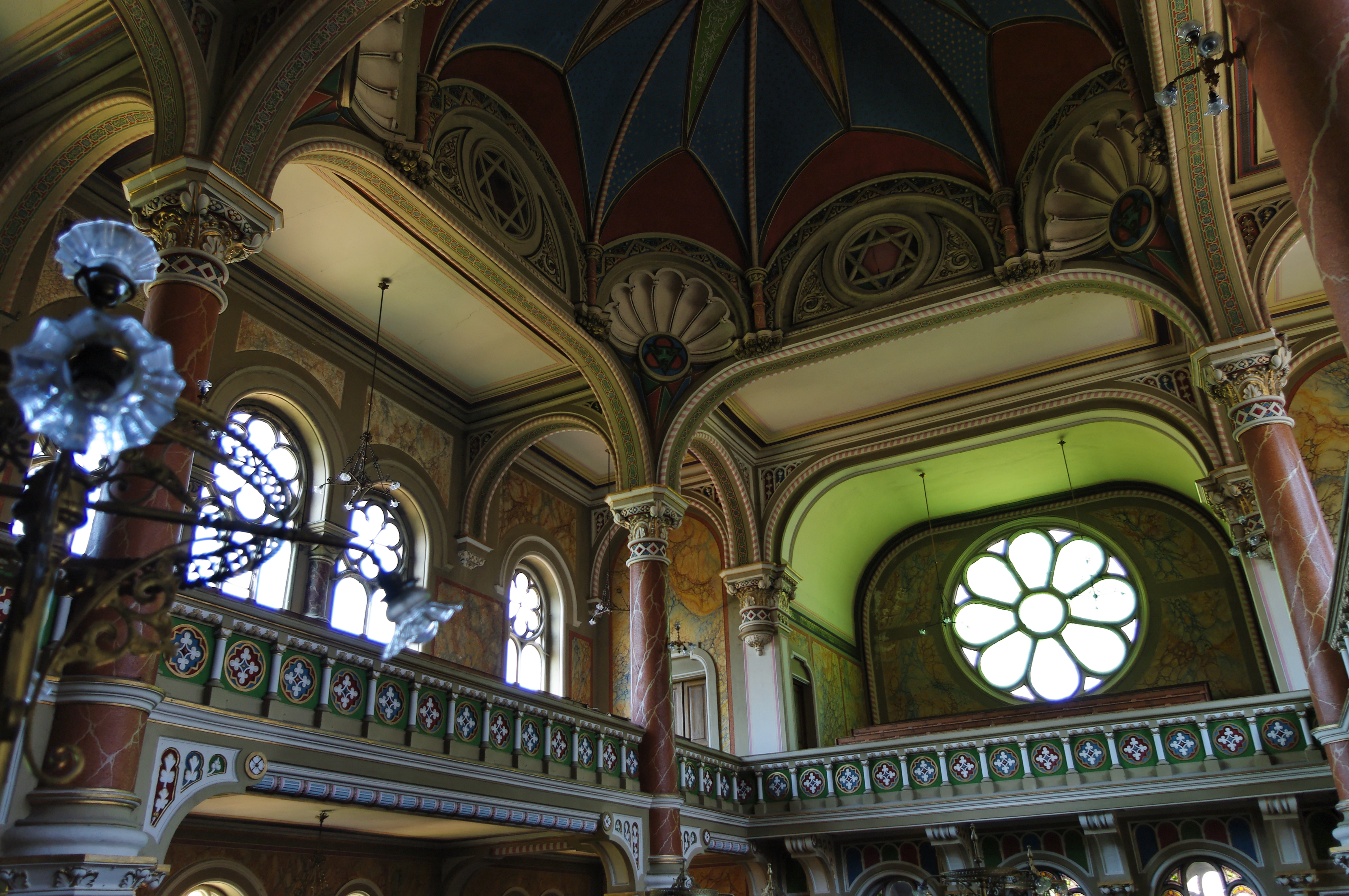
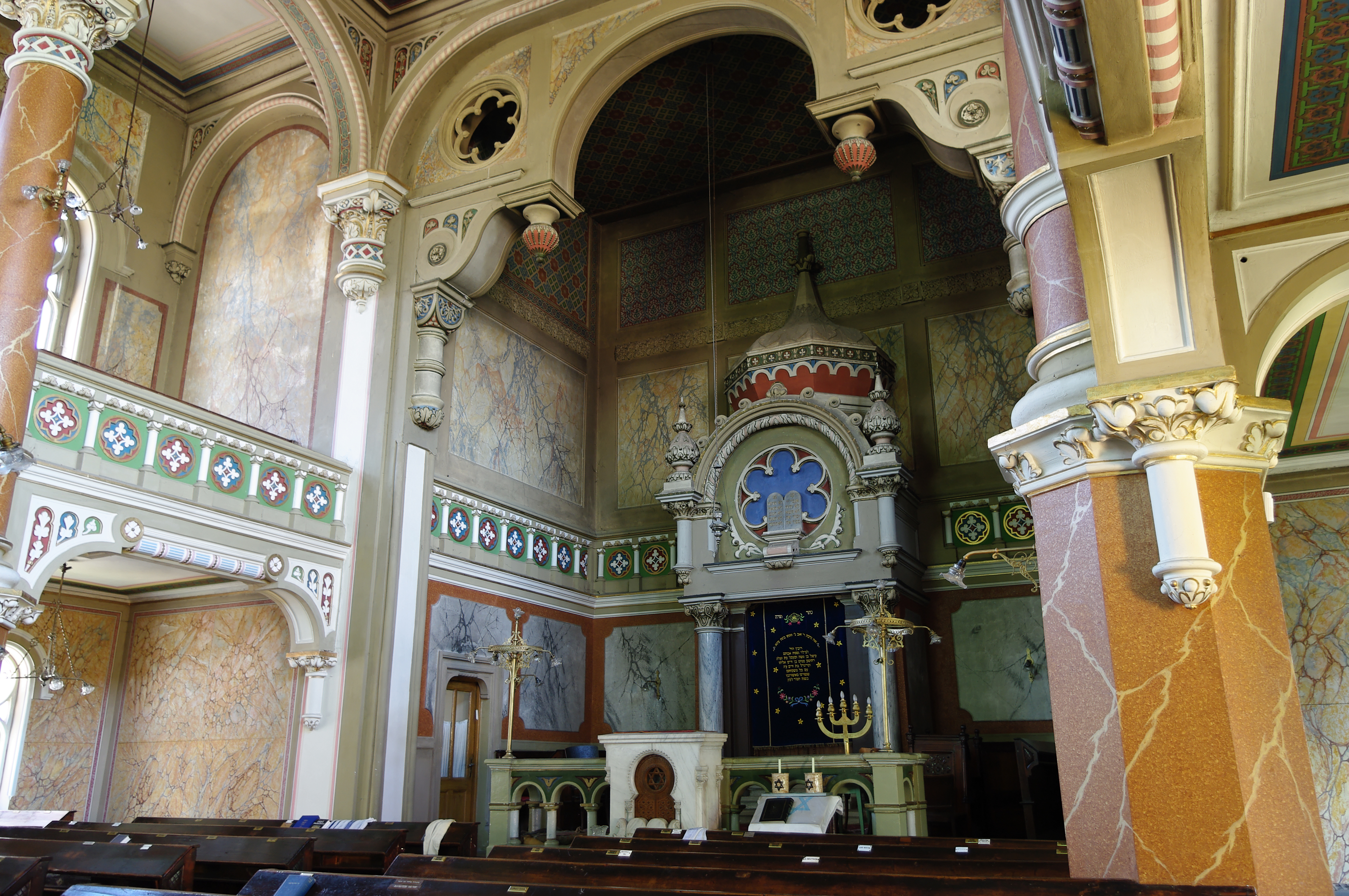

« Le nombre de martyrs de notre ville est de 5943. Les pierres des murs elles-mêmes, et l'ensemble du peuple juif pleurent l'extermination de nos parents et de nos chers aimés qui furent asphyxiés et brûlés à Auschwitz en l'an 5704 (1944) »
Photos de l'intérieur d la synagogue